# Ra’ed Al-Nawatir
Ra’ed Al-Nawatir Ali Fraeh (ur. 5 maja 1988 w Adżlunie) – jordański piłkarz, grający na pozycji pomocnika w klubie Al-Ahli Amman.

## Kariera klubowa
Ra’ed Al-Nawatir w 2006-2007 występował w klubie Al-Jazeera Amman. W sezonie 2007-2008 występował krótko w Al-Ahli Amman, po czym powrócił do Al-Jazeera. Następnie grał w Al-Faisaly Amman, Shabab Al-Ordon Club, Churchill Brothers, ponownie Al-Faisaly, Al-Jazeera i Shabab Al-Ordon oraz Al-Hussein Irbid.

## Kariera reprezentacyjna
W reprezentacji Jordanii Al-Nawatir zadebiutował 28 stycznia 2008 roku w wygranym 4:1 towarzyskim meczu z Libanem. W 2011 został powołany na Puchar Azji. W reprezentacji rozegrał 22 spotkania i strzelił 3 gole.